# GRAU-Index

Wappen der Hauptverwaltung für Raketen und Artillerie des Verteidigungsministeriums

Der GRAU-Index (bis 1960 GAU-Index) ist ein Bezeichnungssystem für Waffen, Munition und Ausrüstungsteile, die in den Landstreitkräften der Sowjetarmee benutzt wurden bzw. in den Landstreitkräften der russischen Streitkräfte benutzt werden. Der Index wurde ursprünglich von der sowjetischen Hauptverwaltung für Raketen und Artillerie des Verteidigungsministeriums (GRAU; russisch Главное ракетно-артиллерийское управление МО, ГРАУ) vergeben. Inzwischen wird er auch von der Verwaltung Raketenbewaffnung (Управление ракетного вооружения) der strategischen Raketentruppen und der Hauptverwaltung der Weltraumtruppen benutzt. Die Verwaltung Raketenwaffen und Artillerie der Seekriegsflotte und die Verwaltung Waffen der Luftstreitkräfte nutzen ähnlich aufgebaute Indizes.
Die NATO verwendete für sowjetische Waffensysteme eigenständige NATO-Codenamen. Aufgrund der für die NATO nur begrenzt verfügbaren Informationen ist eine eindeutige Zuordnung des NATO-Codenamens zum GRAU-Index nicht immer gegeben.

## Entwicklung
Der erste Index wurde von der damaligen Hauptverwaltung Artillerie (Главное артиллерийское управление Министерства обороны - ГАУ) 1938 eingeführt. Ziel war die Erfassung und Kategorisierung der verschiedenen Waffen, Munition und Ausrüstungsgegenstände. Dabei wurden die einzelnen Waffen, Munition und Ausrüstungsteile nach der Abteilung der GAU bezeichnet, die für sie verantwortlich war. Im Einzelnen bestand die GAU aus folgenden Abteilungen:
- 51 – militärische Geräte
- 52 – Materialverwaltung Artillerie
- 53 – Artilleriemunition, Munition für Granatwerfer und Minen einschließlich Zünder und Verpackungen
- 54 – Treibladungen der Artillerie und deren Bestandteile und Verpackungen
- 55 – Bomben der Luftstreitkräfte
- 56 – Infanteriewaffen
- 57 – Infanteriemunition

Im Jahr 1960 wurde die GAU zur Hauptverwaltung für Raketen und Artillerie des Verteidigungsministeriums umstrukturiert. Grund für die Organisationsänderungen waren die zahlreichen neuen Waffensysteme. Einerseits erforderte schon ihre Vielzahl eine Änderung der Organisationsstrukturen, andererseits waren diese Waffensysteme zunehmend komplizierter aufgebaut. Während die in den 1930er und 1940er einfach nach eigentlicher Waffe und zugehöriger Munition sowie nach Zielgeräten unterschieden werden konnten, kamen nun Startfahrzeuge, Funkmess- und Rechengeräte sowie vielfältige Unterstützungsfahrzeuge hinzu. Diese konnten mit dem bis dato genutzten System nicht oder nur schwer verwaltet werden. Von 1956 gliederte sich die Hauptverwaltung in sechs Abteilungen:
- 1 – optische und Funkmessgeräte, Lenksysteme
- 2 – Artilleriewaffen und Granatwerfer
- 3 – Artilleriemunition
- 4 – Treibladungen für Artilleriemunition
- 6 – Infanteriewaffen
- 7 – Infanteriemunition.

Die Aufstellung neuer Teilstreitkräfte, aber auch die zunehmend komplexer werdende Bewaffnung und Ausrüstung erforderten eine Erweiterung des Indexes. Die neu entwickelten Raketensysteme waren ursprünglich der Abteilung 2 – Artilleriewaffen und Granatwerfer – zugewiesen worden, Startrampen bzw. -fahrzeuge ebenfalls der Abteilung 2, Raketen bzw. Lenkflugkörper der Abteilung 3 – Artilleriemunition. Später wurde für die Raketensysteme der Landstreitkräfte die Abteilung 9 gebildet. Bereits im Index vorhandene Waffen wurden nicht neu eingeordnet, wenn sie bereits in die Bewaffnung der Sowjetarmee übernommen worden waren. Neu entwickelte Ausrüstung für diese Waffen wurden jedoch in den neuen Index eingeordnet.
Die Verwaltung Waffen der Luftverteidigung (Управление Вооружения Войск ПВО) ordnete die in ihrer Verantwortung befindlichen Systeme, Waffen und Ausrüstungen der Abteilung 5 zu. Die Verwaltung Raketenbewaffnung der strategischen Raketentruppen nutzte für die Kategorisierung der in ihrer Verantwortung befindlichen Systeme, Waffen und Ausrüstungen zunächst die Abteilung 8. Mit der Aufstellung der Weltraumstreitkräfte wurde für deren Hauptverwaltung die Abteilung 11 aufgestellt und später um die Abteilungen 14 und 17 erweitert, während die Verwaltung Raketenbewaffnung der strategischen Raketentruppen ihre Systeme, Waffen und Ausrüstungen in die Abteilung 15 einordnete. Gegenwärtig werden von den strategischen Raketentruppen der Index 15, von den Weltraumstreitkräfte die Indizes 14 und 17 genutzt.
Die Indizes der Verwaltung Raketenwaffen und Artillerie der sowjetischen Seekriegsflotte und die Verwaltung Waffen der sowjetischen Luftstreitkräfte folgen dem gleichen Prinzip und haben einen ähnlichen Aufbau, aber teilweise eine stark abweichende Bedeutung, was oft zu Missverständnissen und Verwechslungen führt.

## Vergabe der Indizes
Der Index wurde bis 1960 mit der Aufnahme der Waffen, Munition und Ausrüstung in die Bewaffnung der Sowjetarmee vergeben. Prototypen und Vorserienmuster erhielten keinen Index.
Ab 1960 wurde der Index mit der technischen Aufgabenstellung für den Prototyp vergeben. Daher haben auch Systeme, die nicht in die Bewaffnung der Sowjetarmee übernommen wurden, einen entsprechenden Index. Systeme, deren Entwicklung vor dem Bau der Prototypen abgebrochen wurde, haben keinen GRAU-Index und führen nur eine Werksbezeichnung.

## Aufbau der Indizes

### GAU-Index (bis 1960)
Die Bezeichnungen haben die Form <Nummer> <Buchstabe> <Nummer> mit dem optionalen Suffix <Buchstabe> <Nummer>. Die erste zweistellige Nummerngruppe bezeichnet die Abteilung der GAU, die das Waffensystem führte. Der Kennbuchstabe bezeichnete den Verwendungszweck bzw. den Aufbau. Die folgende dreistellige Nummerngruppe bezeichnet Eigenschaften wie Kaliber, Größe und Gewicht in aufsteigender Reihenfolge. Dabei wurde für zusammengehöriges Gerät unterschiedlicher Verwendungsgruppen eine identische Nummer oder ein Nummernbereich vergeben. Das Suffix kann bezeichnen
- Modernisierungen – Suffix M
- konstruktive Besonderheiten, z. B. A für Stahlguss

Beispiel: 56-А-231 ist der 7,62-mm-Karabiner Simonow. Dabei steht
- 56 für die Abteilung 56 — Infanteriewaffen
- A für automatische und selbstladende Schützenwaffen
- 231 für die Zugehörigkeit zum System 7,62-mm-Karabiner Simonow, für den 7,62-mm-Karabiner Simonow entwickeltes Werkzeug, Zubehör, Munition usw. bekam diese Nummer.

Die dazugehörige Patrone erhielt den Index 57-N-231 (57-Н-231). Dabei steht
- 57 für die Abteilung 57 – Infanteriemunition
- N für Patrone in Normalausführung (Kampfsatz)
- 231 für die Zugehörigkeit zum System 7,62-mm-Karabiner Simonow

### GRAU-Index (ab 1960)
Die Bezeichnungen haben die Form <Nummer><Buchstabe><Nummer> mit dem optionalen Suffix <Buchstabe><Nummer>. Die erste Nummerngruppe bezeichnet die Abteilung der GRAU, die das Waffensystem führte. Der Kennbuchstabe bezeichnete den Verwendungszweck bzw. den Aufbau. Die folgende Nummerngruppe wurde in aufsteigender Ordnung innerhalb des Verwendungszweckes vergeben. Das Suffix M bezeichnet eine Modernisierung, weitere Modernisierungen werden durch angehängte Ziffern in aufsteigender Reihenfolge gekennzeichnet.
Beispiel: 2P1 ist der Startkomplex des taktischen Raketenkomplexes 2K1 Mars. Dabei steht
- 2 für die Abteilung 2 – Artilleriewaffen und Raketensysteme der Landstreitkräfte
- P für den Verwendungszweck Startvorrichtungen für Raketen
- 1 für die laufende Nummer (der Raketenkomplex war der erste in der Sowjetunion entwickelte taktische Raketenkomplex)

Die Startrampe des Waffensystems erhielt den Index 2P2, das Transport-Ladefahrzeug den Index 2P3 und das Waffensystem insgesamt den Index 2K1.
Zusammengehörende Ausrüstung war in diesem System nicht mehr zu erkennen. So erhielt der Panzerabwehrlenkraketenkomplex Schmel den Index 2K15, das Startfahrzeug den Index 2P25 und die zugehörige Rakete den Index 3M6. Da am Ende der 1950er / zu Beginn der 1960er Jahre Komponenten eines Waffensystems getrennt voneinander beauftragt und entwickelt wurden, kann die Reihenfolge der zweiten Nummerngruppe für die Komponenten unterschiedlich sein. So erhielt der Panzerabwehrlenkraketenkomplex Falanga den Index 2K8, das Startfahrzeug den Index 2P32 und die zugehörige Rakete den Index 3M11.

### Index der Verwaltung Waffen der Luftverteidigung
Der Aufbau entspricht dem GRAU-Index (ab 1960), die erste Ziffer ist immer eine 5.

### Index der Verwaltung Raketenwaffen und Artillerie der Seekriegsflotte
Die Bezeichnungen haben grundsätzlich die Form <Nummer> <Buchstabe> <Nummer>. Eine Ausnahme bilden die ersten beiden Abteilungen, bei denen der erste Teil aus einer Kombination von Buchstabe und Nummer besteht. Die erste Gruppe des Indexes kennzeichnet auch hier die Abteilung, die Bedeutung weicht jedoch vom GRAU-Index ab:
- A3 – Artilleriemunition
- A4 – Treibladungen der Artillerie
- 3 – Waffensysteme mit Lenkflugkörpern
- 4 – Waffensysteme mit Lenkflugkörpern

Der Kennbuchstabe bezeichnete den Verwendungszweck bzw. den Aufbau. Die folgende Nummerngruppe bezeichnet Eigenschaften wie Kaliber, Größe und Gewicht in aufsteigender Reihenfolge. Dabei wurde für zusammengehöriges Gerät unterschiedlicher Verwendungsgruppen wenn möglich eine identische Nummer vergeben oder die Geräte wurden einem Nummernblock zugeordnet. Das Suffix M bezeichnet Modernisierungen, weitere Modernisierungen werden durch angehängte Ziffern in aufsteigender Reihenfolge gekennzeichnet.
Beispiel: die U-Boot-gestützte ballistische Rakete R-29 erhielt den Index 4К-75. Dabei steht
- 4 für die Abteilung 4 – Waffensysteme mit Lenkflugkörpern
- K für Lenkwaffe
- 75 für die Bauausführung.

Das dazugehörige Triebwerk führt in der ersten Stufe die Bezeichnung 4D-75 (4Д-75), die zweite Stufe die Bezeichnung 4D-76 (4Д-76).

### Index der Verwaltung Waffen der Luftstreitkräfte
Bis Mitte der 1950er Jahre nutzte die Verwaltung Waffen der Luftstreitkräfte ein System, das dem GAU-Index entsprach. Allerdings bestand die erste Nummerngruppe nur aus einer statt aus zwei Ziffern. Die Bedeutung der Ziffern unterschied sich jedoch vom GAU-Index, so wurde Abwurfmunition in die Abteilungen 7 und 8 eingeordnet.
Ab Mitte der 1950er Jahre wurde der Index geändert. Die Bezeichnungen haben grundsätzlich die Form <Nummer> <Buchstabe> <Nummer>. Die erste Nummer ist immer eine 9. Für Waffensysteme wird der Buchstabe A vergeben, Bestandteile des Waffensystems erhalten fortlaufende Buchstaben. Die letzte Nummerngruppe ist für das Waffensystem und seine Bestandteile gleich.

### Weitere Bezeichnungssysteme
Für sowjetische und russische Waffensysteme existieren jeweils mehrere, unterschiedliche Bezeichnungen. Neben der oftmals bei fliegendem Gerät vergebenen Herstellerbezeichnung werden ein Industriename und oft eine Dienstbezeichnung für die Nutzung im nicht geheimzuhaltenden Schriftverkehr vergeben. Ältere Waffensysteme besitzen einen Werksindex, unter dem das Waffensystem geführt wurde, bevor ein GAU- bzw. GRAU-Index zugeführt wurde. Für Panzertechnik und Kraftfahrzeuge existieren weitere, abweichende Bezeichnungssysteme.
Beispiel:
- Die Flugabwehrrakete des Luftverteidigungskomplexes S-25 ist bekannt als
  - W-300 (Dienstbezeichnung)
  - „Erzeugnis 205“ (isdelije 205, Industriename)
  - 5W7 (GRAU-Index)
  - Lawotschkin La-205 (Herstellername).

## Indizes

### GAU-Index (bis 1960)

#### 51 – militärische Geräte
51-А (51-A) – Feuerleitgeräte
51-В (51-W) – Messgeräte
51-И (51-I) – Werkzeuge und Zubehör
51-ИК (51-IK) – Infrarotgeräte
51-ОМ (51-OM) – optische Geräte
51-РЛ (51-RL) – Radargeräte
51-Я (51-Ja) – Verpackungen
51-OM (51-OM) – Laseroptik

#### 52 – Materialverwaltung Artillerie
52-Г (52-G) – Haubitzen
52-ГС (52-GS) – selbstfahrende Haubitzen
52-Ж (52-Sch) – Gefäße und Behälter
52-З (52-S) – Senkkästen
52-И (52-I) – Werkzeuge
52-ИТ (52-IT) – Werkzeuge für Panzerkanonen
52-ИЦ (52-IZ) – Werkzeuge für mechanische Visiere
52-Л (52-L) – Lafetten
52-Л (52-L) – Lafetten für Panzerkanonen
52-М (52-M) – Granatwerfer
52-П (52-P) – Kanonen
52-ПК (52-PK) – Kasemattkanonen
52-ПС (52-PS) – selbstfahrende Kanonen
52-ПТ (52-PT) – Panzerkanonen
52-Р (52-R) – Protzen
52-У (52-U) – Lafettierungen
52-Ф (52-F) – Transportausrüstung
52-Х (52-Ch) – Wechselrohre
52-Ц (52-Z) – mechanische Visiere
52-ЭТ (52-ET) – Richtantriebe für Panzerkanonen
52-Я (52-Ja) – Verpackungen

#### 53 – Artilleriemunition, Munition für Granatwerfer und Minen einschließlich Zünder und Verpackungen
53-А (53-A) – Agitationsgeschosse
53-Б (53-B) – panzerbrechende Brandmunition
53-БЗР (53-BSR) – panzerbrechende Brandmunition mit Leuchtspur
53-БК (53-BK) – Hohlladungsmunition
53-БП (53-BP) – Hohlladungsmunition
53-БР (53-BR) – panzerbrechende Munition mit Leuchtspur
53-В (53-W) – Zünder für
53-ВА (53-WA) – Munition mit getrennter Ladung für Gruppe 53-A
53-ВБ (53-WB) – Munition mit getrennter Ladung der Gruppe 53-B
53-ВБК (53-WBK) – Munition mit getrennter Ladung der Gruppe 53-BK
53-ВБП (53-WBK) – Munition mit getrennter Ladung der Gruppe 53-BP
53-ВБР (53-WBR) – Munition mit getrennter Ladung der Gruppe 53-BR
53-ВГ (53-WG) – Munition mit getrennter Ladung der Gruppe 53-G
53-ВД (53-WD) – Munition mit getrennter Ladung der Gruppe 53-D
53-ВЗ (53-WZ) – Munition mit getrennter Ladung der Gruppe 53-Z
53-ВО (53-WO) – Munition mit getrennter Ladung der Gruppe 53-O
53-ВОФ (53-WOF) – Munition mit getrennter Ladung der Gruppe 53-OF
53-ВОХ (53-WOCh) – Munition mit getrennter Ladung der Gruppe 53-OCh
53-ВС (53-WS) – Munition mit getrennter Ladung der Gruppe 53-S
53-ВФ (53-WF) – Munition mit getrennter Ladung der Gruppe 53-F
53-ВХ (53-WCh) – Munition mit getrennter Ladung der Gruppe 53-Ch
53-ВХН (53-WChN) – Munition mit getrennter Ladung der Gruppe 53-ChN
53-ВХС (53-WChS) – Munition mit getrennter Ladung der Gruppe 53-ChS
53-ВШ (53-WSch) – Munition mit getrennter Ladung der Gruppe 53-Scht
53-Г (53-G) – betondurchschlagende Granaten
53-Д (53-D) – Nebelmunition
53-ДЦ (53-DZ) – Munition zur Zielzuweisung
53-Ж (53-Sch) – Zerlegeladungen
53-З (53-S) – Brandmunition
53-ЗР (53-SR) – Brandmunition mit Leuchtspur
53-И (53-I) – Werkzeuge
53-М (53-M) – mechanische Abstandszünder
53-О (53-O) – Splittermunition
53-ОЗР (53-OSR) – Splitter-Brandmunition mit Leuchtspur
53-ОР (53-OR) – Splittermunition mit Leuchtspur
53-ОФ (53-OF) – Splitterspreng-Munition
53-ОХ (53-OCh) – Splittermunition mit chemischer Ladung
53-П (53-P) – Übungsmunition
53-ПБР (53-PBR) – panzerbrechende Übungsmunition mit Leuchtspur
53-ПУ (53-PU) – Ausbildungs-Übungsmunition
53-Р (53-R) – Leuchtspurmunition
53-С (53-S) – Leuchtgeschosse
53-Т (53-T) – Abstandszünder mit Pulverladung
53-У (53-U) – patronierte Munition (Granatpatronen)
53-УБ (53-UB) – patronierte Munition (Granatpatronen) der Gruppe B
53-УБК (53-UBK) – patronierte Munition (Granatpatronen) der Gruppe BK
53-УБП (53-UBP) – patronierte Munition (Granatpatronen) der Gruppe BP
53-УБР (53-UBR) – patronierte Munition (Granatpatronen) der Gruppe BR
53-УД (53-UD) – patronierte Munition (Granatpatronen) der Gruppe D
53-УЗ (53-US) – patronierte Munition (Granatpatronen) der Gruppe Z
53-УЗР (53-USR) – patronierte Munition (Granatpatronen) der Gruppe ZR
53-УО (53-UO) – patronierte Munition (Granatpatronen) der Gruppe O
53-УОЗР (53-UOSR) – patronierte Munition (Granatpatronen) der Gruppe OZR
53-УОР (53-UOR) – patronierte Munition (Granatpatronen) der Gruppe OR
53-УОФ (53-UOF) – patronierte Munition (Granatpatronen) der Gruppe OF
53-УОХ (53-UOCh) – patronierte Munition (Granatpatronen) der Gruppe OCh
53-УП (53-UP) – patronierte Munition (Granatpatronen) der Gruppe P
53-УПБР – patronierte Munition (Granatpatronen) der Gruppe PBR
53-УФ (53-UF) – patronierte Munition (Granatpatronen) der Gruppe F
53-УШ (53-USch) – patronierte Munition (Granatpatronen) der Gruppe Scht
53-УЩ (53-USchtsch) – patronierte Munition (Granatpatronen) der Gruppe Schtsch
53-Ф (53-F) – Sprenggranaten
53-Х (53-Ch) – chemische Granaten (Kampfstoff)
53-ХН (53-ChN) – chemische Granaten mit instabilem Kampfstoff
53-ХС (53-ChS) – chemische Granaten mit stabilem Kampfstoff
53-ЧР (53-TschR) – Markierungen
53-Ш (53-Sch) – Schrapnelle
53-Щ (53-Schtsch) – Kartätschen
53-Я (53-Ja) – Munitionsverpackungen

#### 56 – Infanteriewaffen
56-А (56-A) – automatische und Selbstladewaffen
56-В (56-W) – Gewehre und Schrotflinten
56-Г (56-G) – Granatwerfer und Mörser
56-Ж (56-Sch) – Magazine und Munitionsbehälter
56-ЖЛ (56-SchL) – Gurtkästen
56-ЗТ (56-ST) – Fla-Lafetten
56-И (56-I) – Werkzeuge und Zubehör
56-ИР (56-IR) – Sätze
56-Л (56-L) – Patronengurte
56-М (56-M) – Magazine
56-Н (56-N) – Pistolen (ohne Selbstlader) und Revolver
56-П (56-P) – Maschinengewehre
56-Р (56-R) – tragbare Maschinengewehre
56-Т (56-T) – Lafettierungen
56-У (56-U) – Lafetten
56-Х (56-Ch) – Blankwaffen
56-Ч (56-Tsch) – Hilfsgeräte
56-Ш (56-Sch) – Taschen, Gürtel, Holster
56-Ю (56-Ju) – Zubehör
56-ЮЛ (56-JuL) – Lademaschinen
56-Я (56-Ja) – Verpackungen für Infanteriewaffen

#### 57 – Infanteriemunition
57-Б (57-B) – Patronen mit panzerbrechenden Geschossen
57-БЗ (57-BS) – Patronen mit panzerbrechenden Brandgeschossen
57-БЗТ (57-BST) – Patronen mit panzerbrechenden Brandgeschossen mit Leuchtspur
57-БТ (57-BT) – Patronen mit panzerbrechenden Geschossen mit Leuchtspur
57-Г (57-G) – Handgranaten
57-ГК (57-GK) – Handgranaten mit Hohlladung
57-ГО (57-GO) – reaktive Sprenggranaten
57-ГУ (57-GU) – Übungshandgranaten
57-Д (57-D) – Patronen mit Geschossen mit großer Reichweite
57-Ж (57-Sch) – Sicherungen für Granaten
57-З (57-S) – Patronen mit Brandgeschossen
57-ЗП (57-SP) – Patronen mit Leuchtspurgeschossen zur Zielzuweisung
57-К (57-K) – Zündkapseln
57-Н (57-N) – normalisierte Patronen (Kampfsatz)
57-О (57-O) – Halter
57-П (57-P) – Patronen zur Zielzuweisung
57-СД (57-SD) – Signalpatronen Tag
57-СН (57-SN) – Signalpatronen Nacht
57-Т (57-T) – Patronen mit Leuchtspurgeschossen
57-У (57-U) – Patronen mit erhöhter Ladung oder für erhöhten Ladungsdruck
57-Х (57-Ch) – Platzpatronen
57-Ч (57-Tsch) – Übungspatronen
57-Я (57-Ja) – Verpackungen

### GRAU-Index (ab 1960)

#### 1 – Optische und Radargeräte, Lenkeinrichtungen
1А (1A) – Feuerleitgeräte und -systeme
1Б (1B) – Messfühler und -geräte
1В (1W) – Führungsausstattung, Rechengeräte
1Г (1G) – Kreiselgeräte
1Д (1D) – Laser
1И (1I) – Werkzeuge und Zubehör
1К (1K) – Komplexe
1Л (1L) – Radarstationen
1Н (1N) – Beobachtungsgeräte
1-ОД (1-OD) – optische Entfernungsmesser
1-ОН (1-ON) – optische Beobachtungsgeräte
1-ОП (1-OP) – optische Visiere
1П (1P) – Visiere
1ПЗ (1PS) – Fla-Visiere
1ПН (1PN) – Nachtsichtgeräte
1Р (1R) – Mittel zur Reparatur und Wartung
1РЛ (1RL) – Radarstationen
1РС (1RS) – Feuerleitradare
1С (1S) – selbstfahrende Radarstationen
1СБ (1SB) – bordgestützte Raketensysteme
1Т (1T) – topographische Geräte
1ТПП (1TPP) – teleoptische Visiere
1У (1U) – Ausbildungsgerät
1Э (1E) – Geräte zur Elektroenergieversorgung

#### 2 – Artilleriewaffen und Raketensysteme der Landstreitkräfte
2А (2A) – Kanonen, Haubitzen und Salutgeschütze
2Б (2B) – Granat- und Geschosswerfer
2В (2W) – Kontroll- und Prüfgeräte
2Г (2G) – Betankungseinrichtungen für Raketen
2И (2I) – Werkzeuge und Zubehör
2К (2K) – Raketen- und Lenkwaffenkomplexe
2Л (2L) – Lafetten
2П (2P) – Startvorrichtungen für Raketen
2С (2S) – Selbstfahrlafetten der Artillerie
2Т (2T) – Transportausrüstungen für Raketenkomplexe
2У (2U) – Ausbildungsmittel
2Ф (2F) – Transportausrüstungen für Artillerie
2Х (2Ch) – Ausrüstung zur Feuervorbereitung
2Ц (2Z) – mechanische Visiere
2Ш (2Sch) – Abdeckungen und Container
2Э (2E) – Richtantriebe
2Я (2Ja) – Verpackungen

#### 3 – Artilleriemunition und Raketen der Landstreitkräfte
3А (3A) – Agitationsmunition
3БВ (3BW) – nukleare Munition
3БК (3BK) – panzerbrechende Hohlladungsmunition
3БМ (3BM) – panzerbrechende Unterkalibermunition
3БП (3BP) – panzerbrechende Brandmunition
3БР (3BR) – panzerbrechende Munition mit Leuchtspur
3В (3W) – Zünder
3ВА (3WA) – Zünder für Munition der Gruppe A
3ВБВ (3WBV) – Zünder für Munition der Gruppe BV
3ВБК (3WBK) – Zünder für Munition der Gruppe BK
3ВБМ (3WBM) – Zünder für Munition der Gruppe BM
3ВБП (3WBP) – Zünder für Munition der Gruppe BM
3ВБР (3WBP) – Zünder für Munition der Gruppe BR
3ВГ (3WG) – betonbrechende Granaten
3M (3M) – Lenkflugkörper

#### 4 – Treibladungen der Artillerie
Unvollständige Auflistung
4Г (4G) – Kartuschen
4С (4S) – Feststoffraketenmotore und Reaktivpanzerungen

#### 6 – Infanteriewaffen
6Б (6B) – persönliche Schutzausrüstungen
6В (6W) – Gewehre
6Г (6G) – Granatwerfer
6Ж (6Sch) – Patronentaschen
6И (6I) – Werkzeuge
6Л (6L) – Gurte, Magazine und Patronenbehälter
6П (6P) – Schützenwaffen
6С (6S) – Schützenwaffenkomplexe
6Т (6T) – Lafetten für Schützenwaffen
6У (6U) – Lafettierungen
6Х (6Ch) – Blankwaffen
6Ц (6Z) – Visiere
6Ч (6Tsch) – Hilfsausrüstung
6Ш (6Sch) – Taschen, Gürtel, Holster, Transportwesten
6Ю (6Ju) – Zubehör
6Я (6Ja) – Verpackungen

#### 7 – Munition für Infanteriewaffen
7БЗ (7WS) – Patronen mit panzerbrechenden Brandgeschossen
7БТ (7BT) – Patronen mit panzerbrechenden Brandgeschossen und Leuchtspur
7В (7W) – Zünder für Granaten
7Г (7G) – Granaten
7Ж (7Sch) – Sicherungen für Granaten
7-З (7-S) – Patronen mit Brandgeschossen
7-ЗП (7-SP) – Patronen mit Brandgeschossen und Leuchtspur
7К (7K) – Zündkapseln
7КВ (7KW) – Zündhütchen
7Н (7N) – normalisierte Patronen (Kampfsatz)
7П (7P) – Granatwerfermunition
7С (7S) – Signalmunition
7Т (7T) – Leuchtspurmunition
7У (7U) – Patronen mit verminderter Mündungsgeschwindigkeit
7Х (7Ch) – Platzpatronen, Ausbildungsmunition
7Щ (7Schtsch) – spezielle Munition
7Я (7Ja) – Verpackungen

#### 8 – Raketen der strategischen Raketentruppen
8А (8A) – ballistische Raketen und Träger
8Д (8D) – Raketenmotoren
8К (8K) – ballistische Raketen und Träger:
8K6: Raketen des OKB-586
8K7: Raketen des OKB-1
8K8: Raketen des OKB-52
8K9: Feststoffraketen
8П (8P) – Startkomplexe:
8P7: unterirdisch
8P8: oberirdisch
8С (8S) – Raketenstufen (Sojus-Rakete)
8Ф (8F) – Gefechtsköpfe

#### 9 – Raketen der Landstreitkräfte
9А (9A) – Gefechtsfahrzeuge der Raketenkomplexe
9Б (9B) – Lenksysteme
9В (9W) – Kontroll- und Prüfeinrichtungen
9Г (9G) – Betankungseinrichtungen für Raketen
9Д (9D) – Raketenmotore
9И (9I) – Energieversorgungsanlagen der Raketenkomplexe
9К (9K) – Raketenkomplexe
9М (9M) – Lenkflugkörper
9Н (9N) – Gefechtsköpfe
9П (9P) – Startvorrichtungen
9С (9S) – Lenkeinrichtungen
9Т (9T) – Transportausrüstung
9Ф (9F) – Ausbildungsgerät
9Х (9Ch) – Feststoffmotore, Leuchtsätze, Zerlegeladungen
9Ш (9Sch) – optische Visiere
9Э (9E) – Hilfsausrüstung, Zielsuchlenkköpfe
9Я (9Ja) – Verpackungen

#### 11 – Raketen der Weltraumstreitkräfte
Unvollständige Auflistung
11А (11A) – Trägerraketen (11A51 ist die schwere Trägerrakete N1, 11A511 die Sojus-Rakete)
11Г (11G) – Betankungseinrichtungen für Raketen (11G12 ist eine Treibstoffbetankungsstation)
11Д (11D) – Raketenmotoren (11D43 ist der Flüssigtreibstoffraketenmotor RD-253 der ersten Stufe der Proton-Rakete)
11К (11K) – Trägerraketen (11K25 ist die schwere Trägerrakete für RKK Energija)
11М (11M) – Bordausrüstung für Raumschiffe und Satelliten (11M243 ist der Solarzellenaktuator des 11F624 Jantar-2K-Satelliten)
11П (11P) – Startkomplexe und Bodenausrüstung (11P825 ist der Startkomplex für 11K25)
11P – Bodenausrüstung
11P8 – oberirdische Startkomplexe
11С (11S) – Raketenstufen und Booster (11S59 ist die erste und zweite Stufe der Sojus-Rakete)
11Ф (11F) – Satelliten (11F67 Molnija-1 ist ein Telekommunikationssatellit, 11F732 ist das moderne Sojus-Raumschiff, 11F35K1 ist die erste Buran-Raumfähre)

#### 14 – Raketen- und Raumfahrttechnik der Weltraumstreitkräfte
Unvollständige Auflistung
14Д (14D) – Raketentriebwerke (14D30 ist der Flüssigtreibstoffraketenmotor S5.98M für Bris)
14И (14I) – Werkzeuge und Zubehör (14I02 ist ein Bodenausrüstungsteil des 8P882 Systems für Bris)
14П (14P) – Startkomplexe und Bodenausrüstung (14P72 ist der Servicekomplex für Bris)
14С (14S) – Raketenstufen und Booster (14S12 ist ein Booster für Bris)
14Т (14T) – Transportausrüstung (14T81 ist Lagerausrüstung für Bris)
14Ф (14F) – Satelliten (14F10 ist der Abwehrsatellit IS-MU Narjad)

#### 15 – Raketen- und Raumfahrttechnik der strategischen Raketentruppen
15А (15A) – Ballistische Raketen mit Flüssigkeitstriebwerk (15A15 ist SS-17 Spanker)
15Б (15B) – Bordsysteme der Raketen
15В (15W) – Führungs- und Verbindungssysteme der Strategischen Raketentruppen
15Г (15G) – Betankungsausrüstung
15Д (15D) – Raketentriebwerke
15Ж (15Sch) – Ballistische Raketen mit Feststofftriebwerk (15Sch45 ist SS-20)
15И (15I) – Werkzeuge und Vorrichtungen
15K – Trainingsgeräte
15Л (15L) – Bordaggregate der Raketensteuerungsysteme
15Н (15N) – Bodenausrüstung (Kommando- und Kontrollfahrzeuge)
15П (15P) – Raketenstart- und technische Komplexe
15P0 – Raketensilo
15P1 – Bewegliche Raketenkomplexe mit Startrampen und Siloanlagen (15P653 – Raketenkomplex des RK PIONER UTTCh mit der Rakete 15Zh53)
15P2 – Technische Komplexe
15P6 – Bewegliche Raketenkomplexe mit Silostartanlagen
15P7 – Silostartanlagen
15P8 – oberirdische Startkomplexe
15P9 – Eisenbahnstationierte Raketenkomplexe (Komplex BShKR mit der Rakete RT-23 UTTCh / 15Sh61)
15Р (15R) – Systeme zur Elektroenergieversorgung der Strategischen Raketentruppen
15С (15S) – Raketenstufen
15Т (15T) – Transportausrüstung (15T284M – Zugmaschine MAZ-547Ae mit zusätzlicher Stromversorgung für den Transportbehälter der Rakete 15A14 des RK SS-18 SATAN)
15У (15U) – Startausrüstungen
15Ф (15F) – Gefechtsköpfe
15Х (15Ch) – Treibladungen der Feststofftriebwerke
15Ш (15Sch) – Optische Richtsysteme
15Э (15E) – Führungs- und Nachrichtensysteme
15Я (15Ja) – Transport- und Startcontainer sowie Verpackungen

#### 17 – Raketen- und Raumfahrttechnik der Weltraumstreitkräfte
Unvollständige Auflistung
17Д (17D) – verschiedene Raketenmotoren (17D58Ae ist das Stabilisierungs- und Lagerregelungstriebwerk der Bris-M-Stufe)
17К (17K) – Raumsysteme (17K114 ist ein weltraumbasiertes Aufklärungs- und Zielsystem)
17П (17P) – Bodenausrüstung (17P31 ist Startsystem für 11K25)
17С (17S) – Raketenstufen und Booster (17S40 ist die Einheit D der Proton-Trägerrakete)
17У (17U) – Startvorrichtungen (17U551 ist ein Testkomplex für die Bris-M-Stufe)
17Ф (17F) – Satelliten (17F15 Raduga-1 ist ein Telekommunikationssatellit)

### Index der Verwaltung Waffen der Luftverteidigung
5Б (5B) – Gefechtsköpfe für Flugabwehrraketen (5B18 ist der Gefechtskopf der V-601 Flugabwehrrakete des S-125-Luftverteidigungskomplexes)
5В (5W) – Flugabwehrrakete (5V55 ist die Flugabwehrrakete des S-300-Luftverteidigungssystems)
5Э (5E) – Computer (5Ae26 ist ein Spezial-Multi-CPU-Computer mit 1,5 MIPS Performance)
5П (5P) – Startrampe für Flugabwehrraketen (5P75 ist die Vierfach-Startrampe des S-125-Luftverteidigungskomplexes)
5Я (5Ja) – Flugabwehrrakete (5Ya23 ist eine Flugabwehrrakete des S-75-Luftverteidigungskomplexes)

### Index der Verwaltung Raketenwaffen und Artillerie der Seekriegsflotte (URAW WMF Index)

#### Abteilung A3 – Artilleriemunition
А3-Б (A3-B) – panzerbrechende Geschosse
А3-БР (A3-BR) – panzerbrechende Geschosse mit Leuchtspur
А3-ВГ (A3-WG) – Kopfzünder
А3-ДГ (A3-DG) – Geschosse mit Abstandszünder (Flak)
А3-ДС (A3-DS) – Langstreckengeschosse
А3-ЗЖ (A3-SSch) – Brandgeschosse
А3-ЗП (A3-SP) – Übungsgeschosse der Flak
А3-ЗС (A3-SS) – Flak-Geschosse
А3-Н (A3-N) – Unterwassergeschosse für Überwassergeschütze
А3-ОГ (A3-OG) – Splittergranaten
А3-ОЗР (A3-OSR) – Splitter-Brandgranaten mit Leuchtspur
А3-ОПС (A3-OPS) – Übungs-Splittergranaten
А3-ОР (A3-OR) – Splittergranaten mit Leuchtspur
А3-ОФ (A3-OF) – Splittersprenggranaten
А3-ПБ (A3-PB) – halb-panzerbrechende Geschosse
А3-ПС (A3-PS) – Übungsgeschosse
А3-ПСР (A3-PSR) – Übungsgeschosse mit Leuchtspur
А3-ПТСТ (A3-PTST) – reaktive Geschosse mit Wärme-Täuschkörper mit Fallschirm
А3-РП (A3-RP) – reaktive Geschosse mit Radar-Tauschkörper
А3-СБ (A3-SB) – Leuchtgeschosse ohne Fallschirm
А3-СГ (A3-SG) – Tiefwassergeschosse
А3-СК (A3-SK) – Geschosse für kombinierte Störungen
А3-СМЗ (A3-SMS) – Geschosse zum Erzeugen von Nebelvorhängen
А3-СО (A3-SO) – optische Täuschkörper
А3-СП (A3-SP) – Fallschirmleuchtgeschosse
А3-СПС (A3-SPS) – spezielle Übungsmunition
А3-СР… – Radarstörsender
А3-Т (A3-T) – Abstandszünder mit Pulverladung
А3-ТС (A3-TS) – thermobarische Geschosse
А3-ТСО (A3-TSO) – reaktive Geschosse für Störungen im sichtbaren Bereich
А3-ТСП (A3-TSP) – reaktive Geschosse für passive Radarstörungen
А3-ТСТ (A3-TST) – reaktive Geschosse mit Wärme-Täuschkörper
А3-ТСТВ (A3-TSTW) – reaktive Geschosse für Fernsehstörungen
А3-УБР (A3-UBR) – Granatpatronen für Geschosse der Gruppe BR
А3-УЖП (A3-USchP) – Granatpatronen für Brandgeschosse
А3-УЖР (A3-USchR) – Granatpatronen
А3-УЗС (A3-USS) – Granatpatronen für Geschosse der Gruppe SS
А3-УЗСБ (A3-USSB) – Granatpatronen für Geschosse der Gruppe SS mit Gefechtsladungen
А3-УОЗР (A3-UOSR) – Granatpatronen für Geschosse der Gruppe OSR
А3-УОР (A3-UOR) – Granatpatronen für Geschosse der Gruppe OR
А3-УОФ (A3-UOF) – Granatpatronen für Geschosse der Gruppe OF
А3-УОФБ (A3-UOFB) – Granatpatronen für Geschosse der Gruppe OF mit Gefechtsladungen
А3-УПС (A3-UPS) – Granatpatronen für Geschosse der Gruppe PS
А3-УПСБ (A3-UPCB) – Granatpatronen für Geschosse der Gruppe BS mit Gefechtsladungen
А3-УФ (A3-UF) – Granatpatronen für Geschosse der Gruppe F
А3-УФБ (A3-UFB) – Granatpatronen für Geschosse der Gruppe F mit Gefechtsladungen
А3-УФЗ (A3-UFS) – Granatpatronen für Geschosse der Gruppe FZ
А3-УХ (A3-UCh) – Manöverkartuschen
А3-УЧ (A3-UTsch) – Granatpatronen (Übungsmunition)
А3-Ф (A3-F) – Sprenggranaten
А3-ФЗ (A3-FS) – Spreng-Brandgranaten
А3-Ш (A3-Sch) – Schrapnelle
А3-Я (A3-Ja) – Verpackungen

#### Abteilung A4 – Treibladungen für Artilleriemunition
А4-АБ (A4-AB) – Ladungen für den Einsatz in Kartuschen
А4-АСБ (A4-ASB) – spezielle Ladungen für den Einsatz in Kartuschen (für Leuchtgeschosse ohne Fallschirm)
А4-АУМ (A4-AUM) – verringerte Ladungen für den Einsatz in Kartuschen
А4-ЗБ (A4-SB) – Ladungen in Kartuschen
А4-ЗДС (A4-SDS) – Ladungen in Kartuschen für Langstreckengeschosse
А4-ЗПБ (A4-SPB) – verringerte Ladungen in Kartuschen
А4-ЗСБ (A4-SSB) – spezielle Ladungen in Kartuschen für Leuchtgeschosse ohne Fallschirm
А4-ЗСН (A4-SSN) – spezielle Ladungen in Kartuschen für Unterwassergeschosse
А4-ЗСП (A4-SSP) – spezielle Ladungen in Kartuschen für Fallschirm-Leuchtgeschosse
А4-ЗУБ (A4-SUB) – verstärkte Ladungen in Kartuschen
А4-ЗУМ (A4-SUM) – verringerte Ladungen in Kartuschen
А4-ЖБ (A4-SchB) – Ladungen in Kartuschen
А4-ЖСБ (A4-SchSB) – spezielle Ladungen in Kartuschen für Leuchtgeschosse ohne Fallschirm
А4-ЖУМ (A4-SchUM) – verringerte Ladungen in Metallkartuschen
А4-ФЛ (A4-FL) – Phlegmatisoren

#### Abteilung 3 – Lenkwaffen
3А (3A) – Navigations- und Rechengeräte für Lenkwaffensysteme
3Б (3W) – Bordausrüstung für Lenkwaffen
3В (3W) – Zünder für Lenkwaffen
3Г (3G) – Gefechtsköpfe für Lenkwaffen
3Д (3D) – Marschtriebwerke für Lenkwaffen
3И (3I) – Kontroll- und Prüfausrüstung für Lenkwaffen
3К (3K) – Lenkwaffenkomplexe
3Л (3L) – Booster
3М (3M) – Lenkwaffen
3Р (3R) – Radargeräte zur Leitung von Lenkwaffen
3С (3S) – Startvorrichtungen
3Ф (3F) – Komplexe bodengebunder Ausrüstung
3Ц (3Z) – Radargeräte zur Zielzuweisung
3Ч (3Tsch) – optisch-elektronische Zielgeräte
3Ш (3Sch) – Treibstoffe für Feststoffraketenmotoren

#### Abteilung 4 – Lenkwaffen
4А (4A) – Navigations- und Rechengeräte für Lenkwaffensysteme
4Б (4B) – Bordausrüstung für Lenkwaffen
4В (4W) – Zünder für Lenkwaffen
4Г (4G) – Gefechtsköpfe für Lenkwaffen
4Д (4D) – Marschtriebwerke für Lenkwaffen
4И (4I) – Kontroll- und Prüfausrüstung für Lenkwaffen
4Е (4E) – Bordstromversorgung für Lenkwaffen
4К (4K) – Lenkwaffen
4Л (4L) – Booster
4Р (4R) – Radargeräte zur Leitung von Lenkwaffen
4С (4S) – Startvorrichtungen
4Ф (4F) – Komplexe bodengebunder Ausrüstung
4Ц (4Z) – Radargeräte zur Zielzuweisung
4Ч (4Tsch) – optisch-elektronische Zielgeräte
4Ш (4Sch) – Treibstoffe für Feststoffraketenmotoren

### Index der Verwaltung Waffen der Luftstreitkräfte
3-БЗТ (3-BST) – Patronen mit Panzer-Brandgeschossen mit Leuchtspur
3-В (3-W) – Zünder
3-Ж (3-Sch) – Treibladungen
3-ОЗТ (3-OST) – Patronen mit Splitter-Brandgeschossen mit Leuchtspur
4-БЗТ (4-BST) – Patronen mit Panzer-Brandgeschossen mit Leuchtspur
4-Г (4-G) – Kartuschen
4-ОЗТ (4-OST) – Patronen mit Splitter-Brandgeschossen mit Leuchtspur
5-Т (5-T) – Laffetierungen für Rohrwaffen
6-Б (6-B) – Patronen mit Splitter-Brandgeschossen mit Leuchtspur
6-Г (6-G) – Kartuschen
6-Ж (6-Sch) – Treibladungen
6-О (6-O) – Patronen mit Splitter-Brandgeschossen mit Leuchtspur
6-Т (6-T) – Leuchtsätze für Munition
7-А (7-A) – Agitationsbomben
7-АС (7-AS) – Bombenpakete
7-Б (7-B) – panzerbrechende Fliegerbomben
7-БР (7-BR) – panzerbrechende Fliegerbomben
7-БТ (7-BT) – betonbrechende Fliegerbomben
7-В (7-W) – Zünder
7-Г (7-G) – Fliegergranaten
7-З (7-S) – Brandbomben
7-К (7-K) – Kassetten (Bomblets)
7-Л (7-L) – Winden
7-М (7-M) – мостовые авиабомбы, огневые мешки
7-МБ (7-MB) – nachbeschleunigte panzerbrechende Bomben
7-О (7-O) – Splitterbomben
7-ОФ (7-OF) – осколочно Splittersprengbomben
7-П (7-P) – Übungsmunition, Steuerpulte
7-ПП (7-PP) – pyrotechnische Munition
7-С (7-S) – Leuchtbomben und -raketen
7-Т (7-T) – panzerbrechende Bomben
7-У (7-U) – Aufhängungen für Fliegerbomben
7-Ф (7-F) – Sprengbomben
7-Ч (7-Tsch) – Bombenschlösser
7-Ш (7-Sch) – Markierungsbomben, Bombenschlösser
7-Щ (7-Schtsch) – Markierungsbomben für Nacht, Streubomben
7-Э (7-E) – mechanische Aufhängungen für Fliegerbomben
7-Я (7-Ja) – Verpackungen
8-АА (8-AA) – Druckluftampullen
8-Д (8-D) – Rauchbomben
8-З (8-S) – Brandbomben
8-Ф (8-F) – Sprengbomben